# Caravaggio (cràter)
Caravaggio és un cràter d'impacte en el planeta Mercuri de 185 km de diàmetre. Porta el nom del pintor italià Michelangelo Merisi Caravaggio (1571-1610), i el seu nom va ser aprovat per la Unió Astronòmica Internacional el 2013.